# Ingrid Lausund

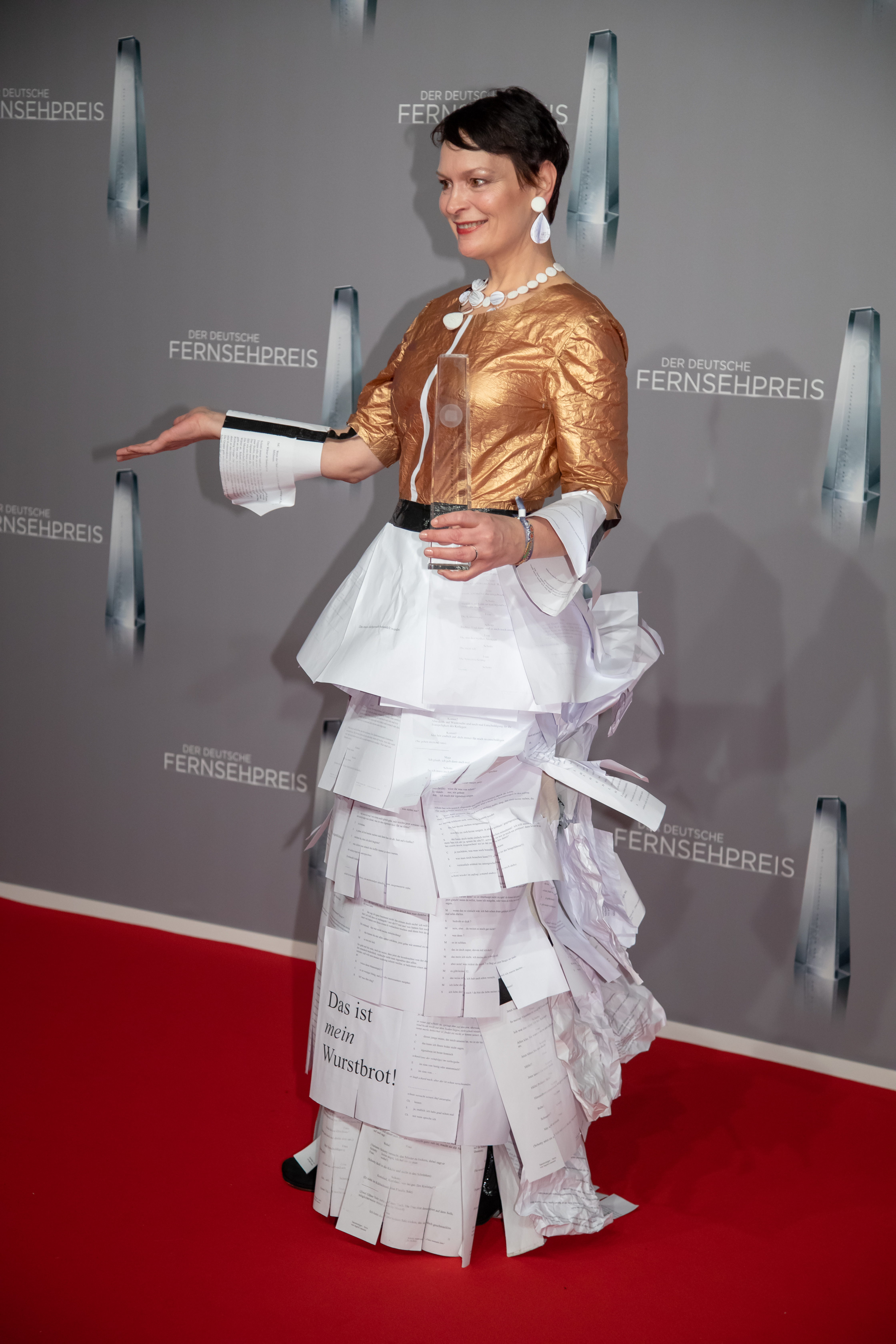
Ingrid Lausund mit dem Deutschen Fernsehpreis 2019. Ihr Rock besteht aus Drehbuchseiten aus Der Tatortreiniger

Ingrid Lausund (* 1965 in Ingolstadt) ist eine deutsche Theaterautorin und Regisseurin. Unter dem Pseudonym Mizzi Meyer, das sie 2015 lüftete, ist sie als Drehbuchautorin tätig.

## Leben
Lausund studierte Schauspiel und Regie an der Theaterakademie in Ulm und schloss als diplomierte Regisseurin ab. Ein erstes Engagement folgte am Theater Ravensburg, mit dem sie eine Reihe auch eigener Stücke inszenierte. Danach war sie Hausautorin und Regisseurin am Deutschen Schauspielhaus in Hamburg. 1999 hatte sie eine Gastprofessur am Mozarteum in Salzburg.
Für ihre Drehbücher zur Fernsehserie Der Tatortreiniger wurde sie unter dem Pseudonym Mizzi Meyer (der Name einer Romanfigur aus Thomas Manns Königliche Hoheit) mit dem Grimme-Preis 2012 und 2013 sowie mit dem Deutschen Fernsehpreis 2019 ausgezeichnet. Mit Bjarne Mädel, dem Hauptdarsteller der Serie, hatte sie bereits zuvor am Hamburger Schauspielhaus zusammengearbeitet. Erst im Dezember 2015 lüftete sie das Geheimnis um das Pseudonym.
Lausund lebt in Berlin.

## Auszeichnungen
- 2018: Deutscher Menschenrechts-Filmpreis in der Kategorie Bildung für Der Tatortreiniger – Sind Sie sicher?[8]
- 2019: Deutscher Fernsehpreis in der Kategorie Bestes Buch für Der Tatortreiniger
- 2025: Ödön-von-Horváth-Preis[9]

## Werke
als Ingrid Lausund:

### Theaterstücke (Auswahl)
- 1997/98: Glücksfelder
- 1998: Hoimwärts nach Amerika
- 2001: Hysterikon
- 2003: Bandscheibenvorfall. Ein Abend für Leute mit Haltungsschäden
- 2003: Konfetti! Ein Zauberabend für politisch Verwirrte
- 2004: Der Weg zum Glück
- 2009: Benefiz – Jeder rettet einen Afrikaner
- 2011: Tür auf, Tür zu
- 2012: Zeit – die erschöpfte Schnecke wirft ihr Haus weg und flippt richtig aus
- 2017: Trilliarden. Die Angst vor dem Verlorengehn

### Buch
- Bin nebenan, Kein & Aber 2019

als Mizzi Meyer:

### Drehbücher
- 2011–2018: Der Tatortreiniger
- 2015: Er ist wieder da